# فریتز فروم
فریتز فروم (۱۲ آوریل ۱۹۱۳ - ۱۳ اکتبر ۲۰۰۱) یک هندبالیست آلمانی بود که در المپیک تابستانی ۱۹۳۶ به رقابت پرداخت. او بخشی از تیم هندبال آلمان بود که توانست مدال طلا کسب کند. او دو مسابقه انجام داد. 